# Lamagdelaine
Lamagdelaine é uma comuna francesa na região administrativa de Occitânia, no departamento de Lot. Estende-se por uma área de 10,63 km². Em 2010 a comuna tinha 718 habitantes (densidade: 67,5 hab./km²).